# Town of Plenty
Town of Plenty è un brano composto ed interpretato dall'artista britannico Elton John; il testo è di Bernie Taupin.

## Il brano
Proviene dall'album del 1988 Reg Strikes Back (costituisce infatti la prima traccia dell'LP) e si caratterizza come una canzone pop dalla melodia ritmata; Elton suona le tastiere, come in tutto l'album di provenienza. Alle chitarre sono presenti Davey Johnstone e Pete Townshend (storico membro degli Who); Charlie Morgan suona la batteria, mentre al basso spicca David Paton. Fred Mandel si occupa del sintetizzatore; infine, si cimentano ai cori Dee Murray, Nigel Olsson e il già citato Johnstone. Il testo di Bernie significa letteralmente Città Dell'Abbondanza.
Town of Plenty fu pubblicata come singolo nel 1988, dopo l'altro estratto I Don't Wanna Go on with You like That, decisamente più fortunato. Distribuita in Paesi come il Regno Unito e l'Australia (ma non negli Stati Uniti o in Canada), conseguì appena una numero 74 UK e una numero 95 australiana. In Italia questo brano fu scelto come sigla della famosa trasmissione per ragazzi Big!.

## Formazione
- Elton John: voce, tastiere
- Davey Johnstone: chitarra, cori
- Pete Townshend: chitarra
- David Paton: basso
- Fred Mandel: sintetizzatore
- Charlie Morgan: batteria
- Dee Murray: cori
- Nigel Olsson: cori